# Платиринус
Платиринус (лат. Platyrhinus) — род жесткокрылых из семейства ложнослоников.

## Описание
В длину жуки не менее 9 мм. Глаза сверху выступают из контуров головы, лоб между глазами с выемкой, середина переднеспинки с вдавлением, головотрубка очень широкая.

## Систематика
В составе рода:
- Platyrhinus ater Geoffroy
- Platyrhinus costirostris Clairville, 1798
- Platyrhinus latirostris Fabricius, 1792
- Platyrhinus marmoratus Motschulsky, 1866
- Platyrhinus oblongus Sulz., 1776
- Platyrhinus resinosus Scop., 1763
- Platyrhinus striatus Mull., 1776